# 贵阳市三江农场
贵阳市三江农场是中国贵州省贵阳市乌当区下辖的一个类似乡级单位。已撤消。

## 行政区划
贵阳市三江农场下辖三江虚拟居委会。